# Иван Бинар
Иван Бинар (на чешки: Ivan Binar) е чешки журналист публицист и дисидент, преводач, поет и писател на произведения в жанра социална драма, исторически роман и детска литература, активен участник в политическия, обществения и културния живот.

## Биография и творчество
Иван Бинар е роден на 25 юни 1942 г. в Босковице, Протекторат Бохемия и Моравия. След войната семейството му се мести в Храдец близо до Опава, където баща му работи като адвокат в металообработващ завод. След февруари 1948 г. баща му е уволнен от завода, тъй като е провъзгласен за „буржоазен елемент“, след което семейството се мести в Опава. В Опава завършва гимназия през 1959 г. Завършва чешка лингвистика, история и художествено образование в Педагогическия институт в Острава през 1963 г.
След дипломирането си, в периода 1963 – 1965 г. отбива редовната си военна служба, а после в периода 1965 – 1968 г. работи като преподавател в начално училище. Едновременно работи в Центъра за младежки интереси. От 1968 г. става редактор на списание „Скитник“ (Tramp), по времето, когато там работи главният редактор Иржи Гой-Гаучо. От 1970 г. до забраната за издаване на списанието през март 1971 г. е главен редактор на списанието. Публикува и в други списания, като „Млад свят“ (Mladý svět). От 1965 г. взема значително участие в Остравския студентски театър „Под стрехите“ (Pod okapem).
През 1971 г. е арестуван за 5 месеца и разследван за „бунт“, извършен чрез изпълнение в мюзикъла „Синът на полка“ и публикуване на литературни части, насочени срещу съветската окупация на Чехословакия. През 1972 г. е осъден на една година затвор и остава в затвора в Пилзен в периода от август 1972 г. до февруари 1973 г. След освобождаването си работи до 1974 г. като шофьор в строителната фирма „Битостав“ в Острава, а в периода 1974 – 1977 г. е техник в химическата пречиствателна станция на ТЕЦ-а в Острава.
През януари 1977 г. подписва „Харта 77“, след което му се предоставят от властта две възможности: сътрудничество с тайната държавна полиция или емиграция. През май 1977 г. е депортиран от Чехословакия в Австрия, където се установява със семейството си във Виена. Там работи като преводач и реставратор на порцелан. На 30 октомври 1979 г. е лишен от чехословашко гражданство, а получава австрийско гражданство на 5 октомври 1982 г. В периода 1980 – 1983 г. е преводач в бежанския лагер „Трайскирхен“ (Долна Австрия). През 1983 г. се мести в Мюнхен, където става редактор в Радио Свободна Европа, като отговаря за наблюдението на пресата. След Кадифената революция в Чехословакия, през 1994 г. се завръща в Чехия и в периода от 1 юли 1994 г. до 31 декември 2002 г. работи в чешката редакция на радиото в Прага.
В периода 2002 – 2004 г. е председател на Общността на чешките писатели. През 2003 г. е член на Съвета за чешка телевизия. От 2004 г. работи като писател на свободна практика. Член е на ръководството на ПЕН клуба и е един от основателите на новосъздадената Асоциация на чешките писатели.
Иван Бинар е автор на романи, повести, разкази, есета, приказки, радиопиеси за възрастни и деца. Романът му „Синият присмехулник“ от 2013 г. е номиниран за престижната награда „Магнезия Литера“.
През 2013 г. получава наградата за свобода, демокрация и права на човека (награда ÚSTR) на Института за изследване на тоталитарните режими. През 2016 г., по предложение на Общинския съвет на Пилзен, получава наградата „1 юни“ (учредена в чест на публичната изява на жителите на Пилзен срещу тоталитарния режим през 1953 г.) за значителен принос за изясняване и популяризиране на принципите на демокрацията, свободата и справедливостта и за последователна защита на правата на човека чрез пресата, радиото и телевизията. През 2018 г. получава Годишната награда на Чешкия литературен фонд за книгата „Революция!“.
Иван Бинар живее със семейството си в Прага.

## Произведения

### Проза
- Kdo, co je pan Gabriel (самиздат 1974, 1978)[4][1][2][3]
- Rekonstrukce (самиздат 1977, 1979)
- Čára na zdi (1977) – сборник фейлетони от 24 автори, награда „Егон Хостовски“
- Rozprava v krabici (1985)
- Kytovna umění (самиздат 1985)
- Jeníkova práce (1996)
- Ohrada (1997)
- Sedm kapitol ze života Václava Netušila aneb S kolem kolem světa (2000)
- Egonek na útěku a M-Mirek v pasti (2004)
- Den, kdy slétly vlaštovky (2006)
- Jen šmouha po nebi (2013)
Синият присмехулник, изд. „Ерго“ (2015), прев. Маргарита Кюркчиева
- Příběh Mateřídoušky (2014) – за историята на детската литература
- Peckova jáma (2016)
- Revoluce! (2017) – награда на Чешкия литературен фонд
- Bezstarostná léta bezradná (2020)[3]

### Детска литература
- Knížka o tom, jak pan Bouda s cirkusem se světem loudá (1969)[4][3]
- Vrat' nám, ptáku, hastermana! s Edvardem Schiffauerem (1973)
- S kouzelníkem kolem světa (1997)
- Kilo jablek pro krále (2003)
- Bibiana píská na prsty (2009)
- Králík Fiala (2012) – награда „Златна лента“
- Bořivoj a Blecha Flo (2014) – награда „Златна лента“
- Kráva a dědeček (2015)
- Kam se poděl Jeníček? (2016)
- O Záhořovi, prasátku s kníry (2016)
- Sloneček Malej ve světě širém (2019)[3]

други преводи на български език
- Три малки прози, изд. „Панорама плюс“ (2004), прев. Маргарита Кюркчиева, съдържа: Денят, в който лястовичките полетяха; Професията на Йеник; За животинчето Яромир
- Приказки за пораснали и непораснали деца, изд. „Панорама“ (2015), прев. Маргарита Кюркчиева